# Олсен, Грегори
Грегори Хэммонд Олсен (англ. Gregory Hammond Olsen; род. 20 апреля 1945, Бруклин, США). Основатель компании Sensors Unlimited Inc. Имеет степень доктора философии.

## Образование
- В 1962 году окончил среднюю школу в городе Риджфилд Парк (Ridgefield), штат Нью-Джерси.
- В 1966 году получил степень бакалавра по физике в Университете Фарлей Дикинсон (Fairleigh Dickinson University), штат Нью-Джерси.
- В 1968 году получил степень бакалавра по электротехнике и электронике и магистра по физике в Университете Вирджинии.
- В 1971 году получил степень доктора философии по материаловедению в Университете Вирджинии.
- С 1971 по 1972 год работал в южноафриканском Университете Порт-Элизабет научным сотрудником.

## Профессиональная деятельность
- С 1972 по 1983 год работал в лаборатории компании RCA, выращивал кристаллы InGaAs.
- В 1984 году основал компанию EPITAXX Inc, которая производила излучатели и волоконные датчики.
- В 2010 году, будучи профессором Принстонского университета, был избран в Национальную инженерную академию[1].

## Космический туризм
Грегори Олсен — третий космический турист (2005).

## Личная жизнь
Разведён, двое детей. Увлечения: музыка кантри и гольф. Радиолюбитель с позывным KC2ONX.